# Collier Township (Pennsylvanie)
Collier Township est un township, situé dans le comté d'Allegheny, en Pennsylvanie, aux États-Unis,.Fondé le 7 juin 1875, en 2010, il comptait une population de 7 080 habitants.

## Démographie
Lors du recensement de 2010, le township comptait une population de 7 080 habitants. Elle est estimée, en 2016, à 8 005 habitants.

### Source de la traduction
- (en) Cet article est partiellement ou en totalité issu de l’article de Wikipédia en anglais intitulé « Collier Township, Allegheny County, Pennsylvania » (voir la liste des auteurs).